# Ерко, Вячеслав Владимирович
Вячесла́в Влади́мирович Ерко́ (укр. В'ячеслав Володимирович Єрко; 19 августа 1985, Киев — 24 февраля 2022, Владимировка) — украинский военнослужащий, полковник (посмертно), военный лётчик, командир авиационной эскадрильи 40 брта, участник российско-украинской войны. Герой Украины (16 мая 2022, посмертно).

## Биография
Вячеслав Ерко родился 19 августа 1985 года в Киеве в семье рабочих. Его дед был лётчиком, участником войны в Афганистане.
Рос на Куренёвке и Приорке, учился в специализированной школе № 2 с углубленным изучением предметов естественного цикла.
В 2002 году окончил Авиакосмический лицей Национального авиационного университета, в 2006 году — Харьковский национальный университет Воздушных Сил имени Ивана Кожедуба.
После окончания учёбы был направлен проходить службу в 40 брта.
В 2014 году Вячеслав принимал участие в АТО, выполнял боевые задания в Донецком аэропорту, за что был награждён нагрудным знаком за оборону Донецкого аэропорта, став первым лётчиком, защищавшим аэропорт и вошедшим в историю Киборгов. После обороны Донецкого аэропорта участвовал в боях в городах Авдеевка, Волноваха, Лебединский и в других зонах АТО.
В 2020 году участвовал в празднике воздушных сил Вооружённых сил Украины.
В 2021 году окончил Институт авиации и противовоздушной обороны Национального университета обороны Украины имени Ивана Черняховского.
24 августа 2021 года на торжественном параде к 30-летию независимости Украины Вячеслав Ерко вёл группу истребителей МиГ-29 и Еврофайтер тайфуна. Эта группа истребителей с помощью голубовато-жёлтых дымов, символизировала флаг Украины.
Прошел путь от старшего лётчика, командира авиационного звена авиационной эскадрильи, заместитель командира эскадрильи — штурмана авиационной эскадрильи, до командира авиационной эскадрильи 40-й бригады тактической авиации.
24 февраля 2022 года был одним из первых, кто вступил в воздушный бой с российскими войсками. Выполнил четыре боевых выхода. Погиб в бою. Вячеславу Ерку было 36 лет.
Похоронен 9 апреля 2022 года в Василькове Киевской области.

## Награды
- Звание «Герой Украины» с удостоением ордена «Золотая Звезда» (16 мая 2022, посмертно) — за личное мужество и героизм, проявленные в защите государственного суверенитета и территориальной целостности Украины, верность военной присяге[5].

- Орден Богдана Хмельницкого III степени (28 февраля 2022) — за личное мужество и высокий профессионализм, проявленные в защите государственного суверенитета и территориальной целостности Украины, верность военной присяге[6].

- Медаль «За военную службу Украине» (30 июля 2020) — за личное мужество и отвагу, проявленные в защите государственных интересов, укрепление обороноспособности и безопасности Украины[7].

## Память
17 мая 2022 года в ежедневном обращении Президент Украины Владимир Зеленский сообщил о присвоении Вячеславу Ерку звания Героя Украины посмертно.
В селе Владимировка Дымерской общины в сентябре 2023 года открыт мемориал.
В Киеве Специализированную школу № 2 имени Дмитрия Карбышева была переименована в Лицей № 2 имени Вячеслава Ерка. В октябре 2024 года на фасаде учебного заведения была торжественно открыта мемориальная доска.
30 августа 2023 года в школе, которую окончил Ерко, при содействии Центра исследований военной истории ВСУ открыли музейную экспозицию орденов лётчика, его личных вещей и амуниции, фрагментов самолёта.
6 декабря 2023 года ко Дню Вооружённых Сил Украины лицеисты и педагоги Авиакосмического лицея НАУ имени Игоря Сикорского открыли новую мемориальную доску памяти выпускника учебного заведения, Героя Украины, полковника Вячеслава Ерко.